# 丁子朗
丁子朗（英語：Karl Ting Tze Long，1997年6月30日—），香港男演員和主持，身高180公分，《2016年度香港先生選舉》亞軍、最上鏡先生及現場最受歡迎香港先生，現為無綫電視經理人合約藝員，於《萬千星輝頒獎典禮2021》獲得「飛躍進步男藝員」獎。

## 履歷

### 早年生活
丁子朗於英屬香港政權的最後一天出生，其8歲時獨自於戲院看電影時曾希望長大後成為導演。其2009年畢業於培僑小學，14歲時於培僑書院修畢初中後即隨家人移民加拿大，並轉至多倫多馬克維爾高級中學就讀。高中期間於戲劇演出中發現自己更喜歡當演員，所以開始計劃加入娛樂圈。高中畢業後獲滑鐵盧大學取錄入讀經濟學系（環球經濟），但剛修畢大一即參選由新時代電視主辦的《型·男家族》，結果沒有從比賽中贏得任何獎項。賽後獲無綫高層樂易玲、杜之克及余詠珊邀約參加《2016年度香港先生選舉》，其起初拒絕，但經《型·男家族》節目製作人說服後，終決定退學並自費獨自前往香港參賽。

### 演藝事業

#### 入行初期
2016年，丁子朗參加無綫電視主辦的《2016年度香港先生選舉》，最終奪得亞軍、「最上鏡先生」和「現場最受歡迎香港先生」，成為該屆最年輕的參選者及得獎者，繼而沒有理會家人勸誘，選擇投身演藝圈發展，同年底亦入讀為期3個月的無綫電視藝員訓練班，畢業後簽約無綫電視成為旗下經理人合約藝員，主要擔任主持，以及拍攝劇集。另外，他擅於武術，曾學習蔡李佛拳（從1級至9級）。

#### 人氣急升

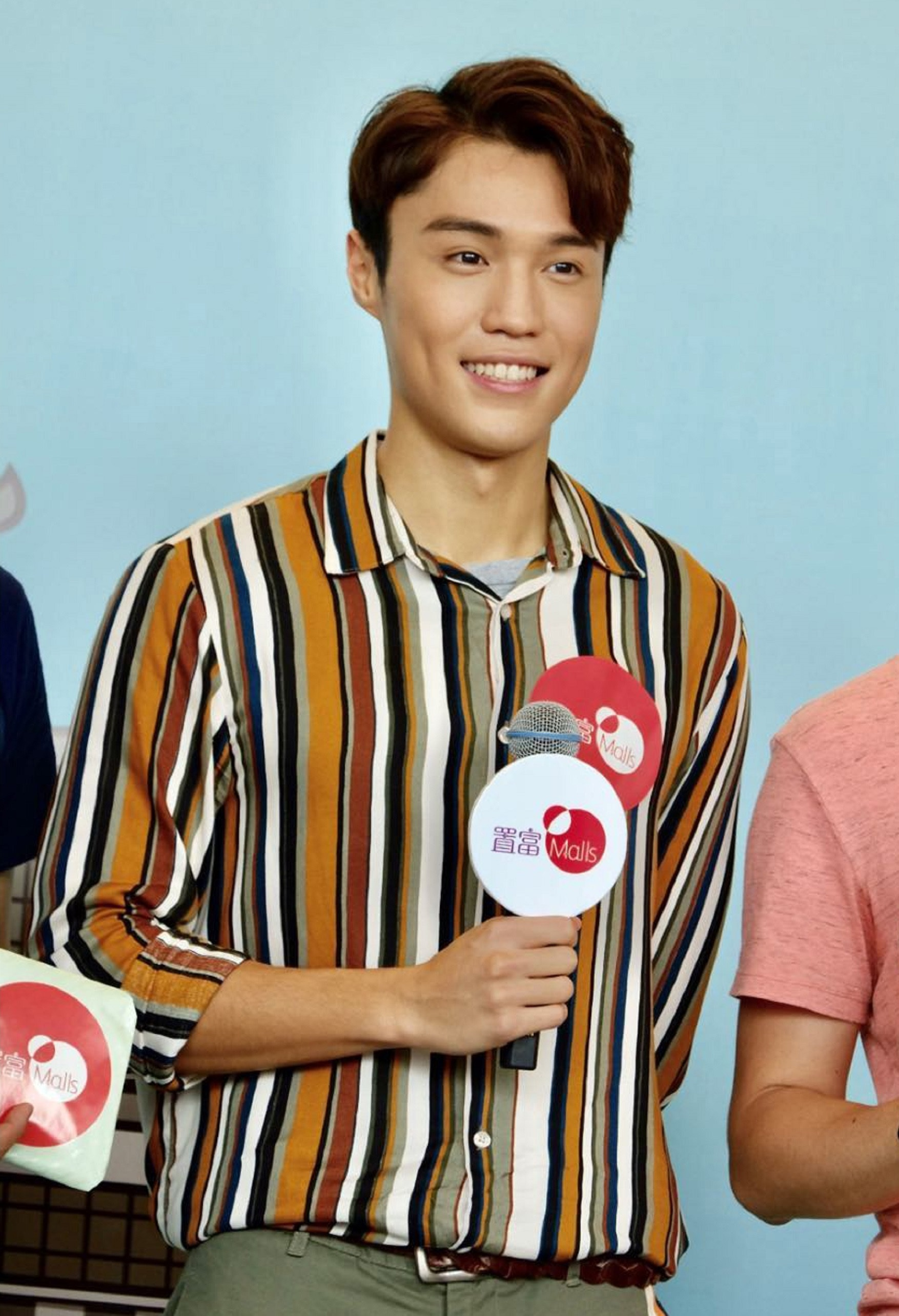
置富Malls × JTB『玩轉日本鐵道遊』旅遊達人至瀛分享會

2018年，丁子朗於無綫電視劇集《再創世紀》中飾演「喬永廉」一角，為其人生首部電視劇，並憑此劇入圍《萬千星輝頒獎典禮2018》「最佳男配角」及「飛躍進步男藝員」。2019年，他在無綫電視台慶劇《解決師》飾演「高喜俊（高俊）」一角，並首度入圍《萬千星輝頒獎典禮2019》「飛躍進步男藝員」最後兩強。2020年，他在無綫電視台慶劇《踩過界II》飾演「柯宇霖」一角，並主持《萬千星輝賀台慶》，同年再度入圍《萬千星輝頒獎典禮2020》「飛躍進步男藝員」最後五強。

#### 高峰時期
2021年5月，丁子朗於無綫電視劇集《逆天奇案》飾演「Jose」一角。8月，他於無綫電視劇集《七公主》飾演「宋允基」一角。9月至11月，他在無綫電視兩套台慶劇《把關者們》及《十月初五的月光》中分別飾演見習關員「葉競安」及IT男「阿誠」。同年年尾，他在《萬千星輝頒獎典禮2021》中獲得「飛躍進步男藝員」獎，並憑《逆天奇案》首度入圍「最佳男配角」最後十強，更憑《七公主》首度入圍「最受歡迎電視男角色」。
2022年，丁子朗在無綫電視懷舊青春劇《青春不要臉》首度擔任男主角，飾演「齊輕舟」一角。同年4月，他在無綫電視奇幻劇《金宵大廈2》飾演外賣員「甘逸鴻（阿甘）」，並主演該劇單元八《吃播》。10月，他在無綫電視台慶劇《美麗戰場》中首次挑戰反派角色，飾演渣男「程裕進」。同年年尾，他在《萬千星輝頒獎典禮2022》中憑《青春不要臉》首度入圍「最佳男主角」最後十強，並入圍「最受歡迎電視男角色」。
2023年，丁子朗以25歲參加了亞洲超星團，成為最年長的參加者。

### 軼事
- 2020年因工作日漸繁多令雙眼變黃，經西醫診斷後確認為先天性肝酵素飆升[5][14]，需靠中醫調理和休息。
- 2022年11月，丁子朗於出席《萬千星輝賀台慶》後，感染新冠病毒。[15]
- 在《下流上車族》飾演情侶的郭柏妍傳緋聞[16]。

## 演出作品

### 劇集
| 首播            | 劇名                             | 角色                           |
| 無綫電視        |                                  |                                |
| 2018年          | 再創世紀                         | 喬永廉（阿Q）                  |
| 2018年          | 救妻同學會                       | 蕭 昊（青年）（第5集）         |
| 2019年          | 婚姻合伙人                       | 岳佐然（第8集）                |
| 2019年          | 愛·回家之開心速遞                | 曉 明（第614集）               |
| 2019年          | 解決師                           | 高喜俊（高俊）                 |
| 2019年          | 堅離地愛堅離地（Astro AOD 首播） | 吳曉輝                         |
| 2020年          | 踩過界II                         | 柯宇霖                         |
| 2021年          | 逆天奇案                         | Jose                           |
| 2021年          | 七公主                           | 宋允基                         |
| 2021年          | 把關者們                         | 葉競安（KO）                   |
| 2021年          | 十月初五的月光                   | 阿 誠                          |
| 2022年          | 青春不要臉                       | 齊輕舟                         |
| 2022年          | 金宵大廈2                        | 甘逸鴻（阿甘）                 |
| 2022年          | 美麗戰場                         | 程裕進                         |
| 2022年          | 下流上車族                       | 高 榮                          |
| 2022年          | 法證先鋒V                        | 傅劍成                         |
| 2023年          | 法言人                           | 何浩俊（Hogan）                |
| 妳不是她        | 林 信（阿信）                    |                                |
| 2025年          | 奪命提示                         | 方子超                         |
| 2025年          | 俠醫                             |                                |
| 未播映          | 香港探秘地圖                     |                                |
| 邵氏兄弟        |                                  |                                |
| 2018年          | 飛虎之潛行極戰                   | 紅狼手下（第30集）             |
| 2020年          | 非凡三俠                         | Jackson 手下                   |
| 2022年          | 飛虎3壯志英雄                    | 高忠成                         |
| 2025年          | 執法者們                         | 丁小非                         |
| big big channel |                                  |                                |
| 2018年          | 我老細唔係人                     | Bobby（第2、9 - 12、15、16集） |
| 中國大陸        |                                  |                                |
| 2025年          | 搏忆                             | 小吳                           |

### 微電影
| 首映   | 電影名                                             | 角色   |
| 2017年 | 緣來是你（無綫電視微電影、於 MYTV Enews app 播出） | 藍文浩 |
| 2019年 | 呢個阿媽唔簡單（無綫電視微電影）                   | 兒 子  |

### 電影
| 首映   | 電影名       | 角色           |
| 2018年 | 我的情敵女婿 | 梁華生（年青） |
| 2024年 | 出租家人     | 葉健文         |

### 綜藝節目（無綫電視）
| 首播   | 節目名                       | 備註                                                                     |
| 2016年 | 香港先生選舉 2016 總決賽     | 固定參賽者（進入前四強）                                                 |
| 2016年 | 2016年度香港先生競選總決賽   | 奪得「2016年香港先生選舉亞軍」、「最上鏡先生」及「現場最受歡迎香港先生」 |
| 2017年 | 健康儲蓄銀行                 | 固定演出                                                                 |
| 2017年 | 嶺南大學博雅教育新體驗       | 固定演出（飾演 Karl）                                                    |
| 2018年 | 大玩特玩                     | 固定演出                                                                 |
| 2019年 | 娛樂大家                     | 第1輯第8集嘉賓 第1、2輯娛樂家族成員之一（第1輯第13集起）                 |
| 2020年 | 娛樂大家10點半               | 固定演出（娛樂家族成員之一）                                             |
| 2021年 | 我們的未來                   | 固定演出                                                                 |
| 2021年 | Think Big天地                | 固定演出（「Think Big腦力戰」環節）                                      |
| 2021年 | 網購攻略＋big big shop感謝祭 | 固定演出                                                                 |
| 2023年 | 亞洲超星團                   | 超星練習生                                                               |
| 2023年 | 歡樂滿東華2023               |                                                                          |
| 2024年 | 獎門人新春感謝祭             |                                                                          |
| 2024年 | 獎門人春節感謝祭             |                                                                          |
| 2024年 | 獎門人恭喜發財全盒           | 重溫片段                                                                 |
| 2024年 | 騰龍運鑽花車匯演             |                                                                          |
| 2024年 | 博愛歡樂傳萬家               |                                                                          |

### 主持節目（無綫電視）
| 首播          | 節目名                                                  | 備註                                                                 |
| 2016年        | 萬千星輝賀台慶                                          | 與汪明荃、鄭裕玲、陳百祥、陳貝兒、王祖藍、陳凱琳及陸浩明合作         |
| 2017年        | 慈善星輝仁濟夜                                          | 與汪明荃、鄧梓峰、吳家樂、張美妮及張寶兒合作                         |
| 2017年        | 雞年唱旺報新春                                          | 與汪明荃、鄧梓峰、陳貝兒、吳家樂、崔建邦、朱智賢及馮盈盈合作         |
| 2017年        | 博愛歡樂傳萬家                                          | 與鄭裕玲及陳凱琳合作                                                 |
| 2017年        | 歎得好健康                                              | 與黎耀祥、黎諾懿及陳雅思合作                                         |
| 2017年        | 兒童青少年粵劇折子戲大賽                                | 與汪明荃合作                                                         |
| 2017年        | 玩轉香港日與夜                                          | 第13集；與林韋辰及袁文傑合作                                         |
| 2017年        | 明愛暖萬心                                              | 與鄧梓峰、陳芷菁及張寶兒合作                                         |
| 2017年        | 慶祝香港特別行政區成立二十周年煙花匯演                  | 與朱凱婷合作                                                         |
| 2017年        | 第十屆香港體育舞蹈節 － WDSF世界體育舞蹈大獎賽 香港2017 | 與邵珮詩、及伍富橋合作                                               |
| 2018 - 2019年 | 今期流行                                                | 與單文柔、黃碧蓮、伍樂怡、張寶兒、麥凱程及孔德賢合作                 |
| 2018年        | 慈善星輝仁濟夜                                          | 與陳敏之、汪明荃、張寶兒、陸浩明及鄧梓峰合作                         |
| 2018年        | 新春開運迎豐年                                          | 與麥長青、莊思敏及陳庭欣合作                                         |
| 2018年        | 行行惜環境                                              | 與楊詩敏合作                                                         |
| 2018年        | 森美旅行團                                              | 第二輯；與森美、麥美恩及吳若希合作                                   |
| 2018年        | 萬眾同心齊Countdown                                     | 與張寶兒、魏芝、麥明詩、馮盈盈、陸浩明、麥凱程及譚焯升合作           |
| 2019年        | 2019國泰航空新春國際匯演之夜                            | 與陳貝兒、張寶兒及陸浩明合作                                         |
| 2019年        | 快樂中年                                                | 與鄭丹瑞、張寶兒、吳沚默及譚永浩合作                                 |
| 2019年        | 全城撐·港運會                                           | 與鄧卓殷合作                                                         |
| 2019年        | 明愛暖萬心                                              | 與汪明荃、鄧梓峰及麥明詩合作                                         |
| 2019年        | 12個夏天                                                | 與鄧佩儀合作                                                         |
| 2019年        | 跨跨跨世代                                              | 主持第1集、與李家鼎合作                                              |
| 2019年        | 香港唱好演唱會                                          | 與陸浩明、陳貝兒及汪明荃合作                                         |
| 2019年        | 善心滿載仁愛堂2019                                      | 與陳百祥及陳貝兒合作                                                 |
| 2019年        | 森美旅行團                                              | 第三輯；與森美、麥美恩及吳若希合作                                   |
| 2019年        | 珍惜香港 發放娛樂 TVB 52年                              | 主持之一                                                             |
| 2020年        | 慈善星輝仁濟夜                                          | 與陳貝兒、陳庭欣及陸浩明合作                                         |
| 2020年        | 萬千星輝頒獎典禮2019                                    | 與鄭裕玲及麥美恩合作                                                 |
| 2020年        | 萬千星輝網絡快閃頒獎典禮2019                            | 與許文軒及麥美恩合作                                                 |
| 2020年        | 星光熠熠耀保良                                          | 與陸浩明、麥美恩、鄺潔楹及黃美棋合作                                 |
| 2020年        | 復康·你與我                                             | 與李佳芯合作                                                         |
| 2020年        | 禁毒多面睇                                              | 與麥美恩及黃芷欣合作                                                 |
| 2020年        | 星光熠熠耀保良                                          | 與汪明荃、馮盈盈、何依婷、黃庭鋒、林盛斌及陸浩明合作                 |
| 2020年        | 萬千星輝賀台慶                                          | 與汪明荃、鄭裕玲、麥美恩、陳貝兒、何依婷、陸浩明及林溥來合作         |
| 2021年        | 金牛獻瑞賀新禧                                          | 與汪明荃、鄧梓峰、黎芷珊、崔建邦、陸浩明、陳庭欣及馮盈盈合作         |
| 2021年        | 邁向零碳生活                                            | 與李佳芯及何沛珈合作                                                 |
| 2021年        | 2020東京奧運                                            | 主持之一                                                             |
| 2021年        | We Miss Hong Kong香港小姐競選準決賽                     | 與錢嘉樂、吳偉豪、周嘉洛及黃庭鋒合作                                 |
| 2021年        | 兒歌金曲SUMMERFEST                                      | 與黎諾懿、薛家燕及羅毓儀合作                                         |
| 2021年        | 2021香港小姐競選決賽                                    | 與鄭裕玲、錢嘉樂、陳凱琳及周嘉洛合作                                 |
| 2021年        | TVB攜手創無限節目博覽2022                               | 與林盛斌、陳貝兒、麥美恩、陸浩明及朱凱婷合作                         |
| 2022年        | 講你都唔信                                              | 與曾志偉、錢嘉樂、湯盈盈、馮盈盈、鄭衍峰、江嘉敏、方紹聰及林秀怡合作 |

### 廣告
| 年份   | 內容                                                                    |
| 2020年 | 港鐵「認識·屯馬綫」                                                     |
| 2020年 | 港鐵「活在·屯馬綫」                                                     |
| 2020年 | 港鐵「體驗·屯馬綫」                                                     |
| 2020年 | 港鐵「期待·屯馬綫」                                                     |
| 2020年 | 桂格燕麥公司「森美 × 丁子朗派生猛心心，全靠 Beta-Q」                    |
| 2020年 | UA亞洲聯合財務「『YES UA』手機 APP - 一 Click 即借 貸款極速手機辦妥篇」 |
| 2020年 | 港鐵「東鐵綫候車新安排」                                                |

## 音樂作品

### 單曲
| 推出日期 | 曲目          | 作曲              | 填詞   | 編曲   | 監製   | 備註         |
| 2025年   |               |                   |        |        |        |              |
| 2月14日  | Sunset Lovers | Darrencsy／余宗遙 | 丁子朗 | 余宗遙 | 余宗遙 | 首支派台單曲 |

### 派台歌曲成績
| 派台歌曲成績（五台） | 派台歌曲成績（五台） | 派台歌曲成績（五台） | 派台歌曲成績（五台） | 派台歌曲成績（五台） | 派台歌曲成績（五台） | 派台歌曲成績（五台） | 派台歌曲成績（五台） |
| -------------------- | -------------------- | -------------------- | -------------------- | -------------------- | -------------------- | -------------------- | -------------------- |
| 唱片                 | 歌曲                 | 903                  | RTHK                 | 997                  | TVB                  | ViuTV                | 備註                 |
| 2025年               |                      |                      |                      |                      |                      |                      |                      |
|                      | Sunset Lovers        | -                    | -                    | 12                   | -                    | ×                    | 首支派台歌曲         |

| 各台冠軍歌總數（五台） | 各台冠軍歌總數（五台） | 各台冠軍歌總數（五台） | 各台冠軍歌總數（五台） | 各台冠軍歌總數（五台） | 各台冠軍歌總數（五台） |
| ---------------------- | ---------------------- | ---------------------- | ---------------------- | ---------------------- | ---------------------- |
| 903                    | RTHK                   | 997                    | TVB                    | ViuTV                  | 備註                   |
| 0                      | 0                      | 0                      | 0                      | 0                      | 五台冠軍歌總數：0      |

- （*）上榜中
- （-）未能上榜
- （×）沒有派往該台

## 曾獲獎項及提名
| 年份   | 頒獎單位                | 獎項                         | 作品                     | 結果                       |
| ------ | ----------------------- | ---------------------------- | ------------------------ | -------------------------- |
| 2016年 | 2016年度香港先生選舉    | 亞軍                         | 不適用                   | 獲獎                       |
| 2016年 | 2016年度香港先生選舉    | 最上鏡先生                   | 不適用                   | 獲獎                       |
| 2016年 | 2016年度香港先生選舉    | 現場最受歡迎香港先生         | 不適用                   | 獲獎                       |
| 2018年 | 萬千星輝頒獎典禮2018    | 飛躍進步男藝員               | 不適用                   | 提名                       |
| 2018年 | 萬千星輝頒獎典禮2018    | 最佳男配角                   | 《再創世紀》             | 提名                       |
| 2018年 | 萬千星輝頒獎典禮2018    | 最佳節目主持                 | 《森美旅行團》           | 與森美、麥美恩及吳若希提名 |
| 2018年 | 2018香港電視大獎        | 節目主持人獎                 | 《森美旅行團》           | 與森美、麥美恩及吳若希提名 |
| 2018年 | 2018香港電視大獎        | 新人獎（页面存档备份，存于） | 不適用                   | 提名                       |
| 2019年 | 萬千星輝頒獎典禮2019    | 飛躍進步男藝員               | 不適用                   | 最後兩強                   |
| 2019年 | 萬千星輝頒獎典禮2019    | 最佳節目主持                 | 《森美旅行團》           | 與森美、麥美恩及吳若希提名 |
| 2020年 | 萬千星輝頒獎典禮2020    | 飛躍進步男藝員               | 不適用                   | 最後五強                   |
| 2021年 | 萬千星輝頒獎典禮2021    | 飛躍進步男藝員               | 不適用                   | 獲獎                       |
| 2021年 | 萬千星輝頒獎典禮2021    | 最受歡迎電視男角色           | 《七公主》               | 提名                       |
| 2021年 | 萬千星輝頒獎典禮2021    | 最佳男配角                   | 《逆天奇案》             | 最後十強                   |
| 2021年 | 萬千星輝頒獎典禮2021    | 最佳男主持                   | 《2021年度香港小姐競選》 | 最後十強                   |
| 2021年 | 萬千星輝頒獎典禮2021    | 最受歡迎電視搭檔             | 《把關者們》             | 與劉穎鏇、孔德賢提名       |
| 2021年 | 觀眾在民間電視大獎2021  | 民選飛躍進步男藝員           | 不適用                   | 得票第八名                 |
| 2022年 | 亞洲學院創意獎          | 最佳喜劇演員（香港）         | 不適用                   | 待定                       |
| 2022年 | Yahoo! 搜尋人氣大獎2022 | 熱搜本地男女藝人或組合       | 不適用                   | 頭100位                    |
| 2022年 | 萬千星輝頒獎典禮2022    | 最佳男主角                   | 《青春不要臉》           | 最後十強                   |
| 2022年 | 萬千星輝頒獎典禮2022    | 馬來西亞最喜愛TVB男主角      | 《青春不要臉》           | 提名                       |
| 2022年 | 萬千星輝頒獎典禮2022    | 最受歡迎電視男角色           | 《青春不要臉》           | 提名                       |
| 2022年 | 萬千星輝頒獎典禮2022    | 最受歡迎電視男角色           | 《美麗戰場》             | 提名                       |
| 2022年 | 萬千星輝頒獎典禮2022    | 最受歡迎電視男角色           | 《法證先鋒V》            | 提名                       |
| 2022年 | 萬千星輝頒獎典禮2022    | 最佳男配角                   | 《法證先鋒V》            | 提名                       |
| 2022年 | 萬千星輝頒獎典禮2022    | 最佳男配角                   | 《美麗戰場》             | 提名                       |
| 2022年 | 萬千星輝頒獎典禮2022    | 最受歡迎電視搭檔             | 《青春不要臉》           | 與戴祖儀提名               |

## 外部連結
- Karl_Ting丁子朗的新浪微博
- Karl Ting 丁子朗的Facebook專頁已檢證
- 丁子朗的Instagram帳戶 - 丁子朗（個人）
- 丁子朗在香港影庫上的簡介
- Karl Ting 丁子朗  型 • 男家族
- 2016香港先生選舉檔案 - 9. 丁子朗（（页面存档备份，存于））